# 訴諸貧賤
訴諸貧賤（英語：appeal to poverty；拉丁語：argumentum ad lazarum）是一種起源謬誤，主張貧賤者才誠實，觀點才正確，而富足者的觀點不正確。

## 示例
例一
流浪漢說房子很難買，這一定是真的。
例二
僧侶們放棄了所有的物質與財富，他們一定得到了上帝的啟示與無上的智慧。
例三
家庭農場是那麼努力地在生存線掙扎，我們一定要幫助他們。
例四
是谁什么让这位一贫如洗的老汉端起了枪？这是绝望的呐喊！

## 相關概念
- 訴諸富貴：主張富貴者的意見才是可取的，與訴諸貧賤相反。

## 外部連結
- （英文）Logical Fallacy of Argument to the Purse / Argumentum Ad Crumenam / Appeal to Poverty / Argumentum ad Lazarum（页面存档备份，存于）